# Campeonato Regional de Levante
El Campeonato Regional de Levante fue una competición oficial de fútbol española que disputaban los clubes pertenecientes a la Federación Levantina de Clubes de Foot-Ball surgida el 18 de agosto de 1918, y formalizada al año siguiente. El torneo era disputado por equipos de las provincias valencianas, a saber, Castellón, Valencia y Alicante, quienes conforman la actual Comunidad Valenciana, así como los pertenecientes a la Región de Murcia, entonces formada por la provincia de Murcia y Albacete. Fue durante su existencia una de las competiciones regionales que daban acceso a disputar el Campeonato de España.
La competición, nacida para designar al mejor equipo levantino, vio como antes debían dilucidarse los campeones subregionales de cada zona, norte y sur. La norte, auspiciada por la hasta entonces Federación Valenciana de Clubes de Foot-Ball y la sur por los nuevos contendientes murcianos y albaceteños, designaban dos vencedores de dichas divisiones territoriales para un puesto en el campeonato nacional.

## Historial
Nombres y banderas de los equipos según la época.
| Temporada                            | Campeón                                                     | Resultado                                                   | Subcampeón                                                  | Notas                                                                                  |
| Campeonato del Levante (Sección Sur) | Campeonato del Levante (Sección Sur)                        | Campeonato del Levante (Sección Sur)                        | Campeonato del Levante (Sección Sur)                        | Campeonato del Levante (Sección Sur)                                                   |
| ------------------------------------ | ----------------------------------------------------------- | ----------------------------------------------------------- | ----------------------------------------------------------- | -------------------------------------------------------------------------------------- |
| 1918-19                              | Contendientes Real Murcia F. C. y Gimnástico F. C.          | Contendientes Real Murcia F. C. y Gimnástico F. C.          | Contendientes Real Murcia F. C. y Gimnástico F. C.          | Resultado desconocido                                                                  |
| 1918-19                              | C. D. Aguileño                                              |                                                             | Gimnástico F. C.                                            | Anulados resultados del Sur, y disputado nuevamente en marzo                           |
| 1920-21                              | Levante de Murcia F. C.                                     |                                                             | Cervantes F. C.                                             | Eliminatoria entre campeones respectivos de Castellón y Valencia para acceder a final. |
| 1921-22                              | España de Valencia F. C.                                    |                                                             | Levante de Murcia F. C.                                     |                                                                                        |
| 1922-23                              | Valencia F. C.                                              |                                                             | Murcia F. C.                                                |                                                                                        |
| 1923-24                              | C. N. Alicante                                              |                                                             | Gimnástico F. C.                                            |                                                                                        |
| 1924-25                              | Valencia F. C.                                              |                                                             | C. D. Castellón                                             | Eliminatoria final con los tres campeones de Levante.                                  |
| 1925-26                              | No disputado por la desaparición de la Federación Levantina | No disputado por la desaparición de la Federación Levantina | No disputado por la desaparición de la Federación Levantina | No disputado por la desaparición de la Federación Levantina                            |
| 1926-27                              | No disputado por la desaparición de la Federación Levantina | No disputado por la desaparición de la Federación Levantina | No disputado por la desaparición de la Federación Levantina | No disputado por la desaparición de la Federación Levantina                            |
| 1927-28                              | No disputado por la desaparición de la Federación Levantina | No disputado por la desaparición de la Federación Levantina | No disputado por la desaparición de la Federación Levantina | No disputado por la desaparición de la Federación Levantina                            |
| 1928-29                              | No disputado por la desaparición de la Federación Levantina | No disputado por la desaparición de la Federación Levantina | No disputado por la desaparición de la Federación Levantina | No disputado por la desaparición de la Federación Levantina                            |
| 1929-30                              | No disputado por la desaparición de la Federación Levantina | No disputado por la desaparición de la Federación Levantina | No disputado por la desaparición de la Federación Levantina | No disputado por la desaparición de la Federación Levantina                            |
| 1930-31                              | No disputado por la desaparición de la Federación Levantina | No disputado por la desaparición de la Federación Levantina | No disputado por la desaparición de la Federación Levantina | No disputado por la desaparición de la Federación Levantina                            |
| 1931-32                              | No disputado por la desaparición de la Federación Levantina | No disputado por la desaparición de la Federación Levantina | No disputado por la desaparición de la Federación Levantina | No disputado por la desaparición de la Federación Levantina                            |
| 1932-33                              | No disputado por la desaparición de la Federación Levantina | No disputado por la desaparición de la Federación Levantina | No disputado por la desaparición de la Federación Levantina | No disputado por la desaparición de la Federación Levantina                            |
| 1933-34                              | No disputado por la desaparición de la Federación Levantina | No disputado por la desaparición de la Federación Levantina | No disputado por la desaparición de la Federación Levantina | No disputado por la desaparición de la Federación Levantina                            |
| Campeonato Supraregional Levante-Sur |                                                             |                                                             |                                                             |                                                                                        |
| 1934-35                              | Levante F. C.                                               |                                                             | Sevilla F. C.                                               | Zona Levante-Sur de 6 equipos.                                                         |
| Campeonato Supraregional Levante     |                                                             |                                                             |                                                             |                                                                                        |
| 1935-36                              | Real Murcia F. C.                                           |                                                             | Hércules F. C.                                              | Zona Levante de 6 equipos.                                                             |
| 1936-37                              | Valencia F. C.                                              |                                                             | Hércules F. C.                                              | Zona Levante de 6 equipos.                                                             |
| 1937-38                              | No disputado por la Guerra Civil Española                   | No disputado por la Guerra Civil Española                   | No disputado por la Guerra Civil Española                   | No disputado por la Guerra Civil Española                                              |
| 1938-39                              | No disputado por la Guerra Civil Española                   | No disputado por la Guerra Civil Española                   | No disputado por la Guerra Civil Española                   | No disputado por la Guerra Civil Española                                              |
| 1939-40                              | Valencia F. C.                                              |                                                             | U. D. Levante-Gimnástico                                    | Zona Levante de 6 equipos.                                                             |